# Pheidole tepicana
Pheidole tepicana är en myrart som beskrevs av Theodore Pergande 1896. Pheidole tepicana ingår i släktet Pheidole och familjen myror. Inga underarter finns listade i Catalogue of Life.

## Bildgalleri

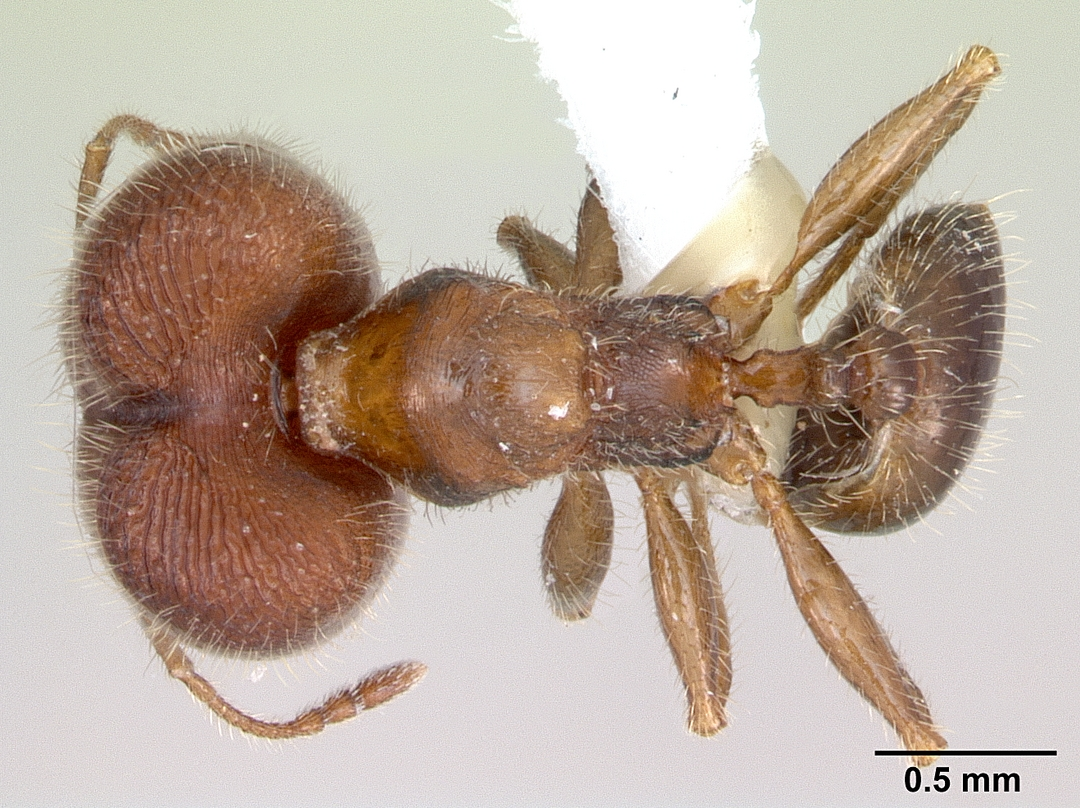
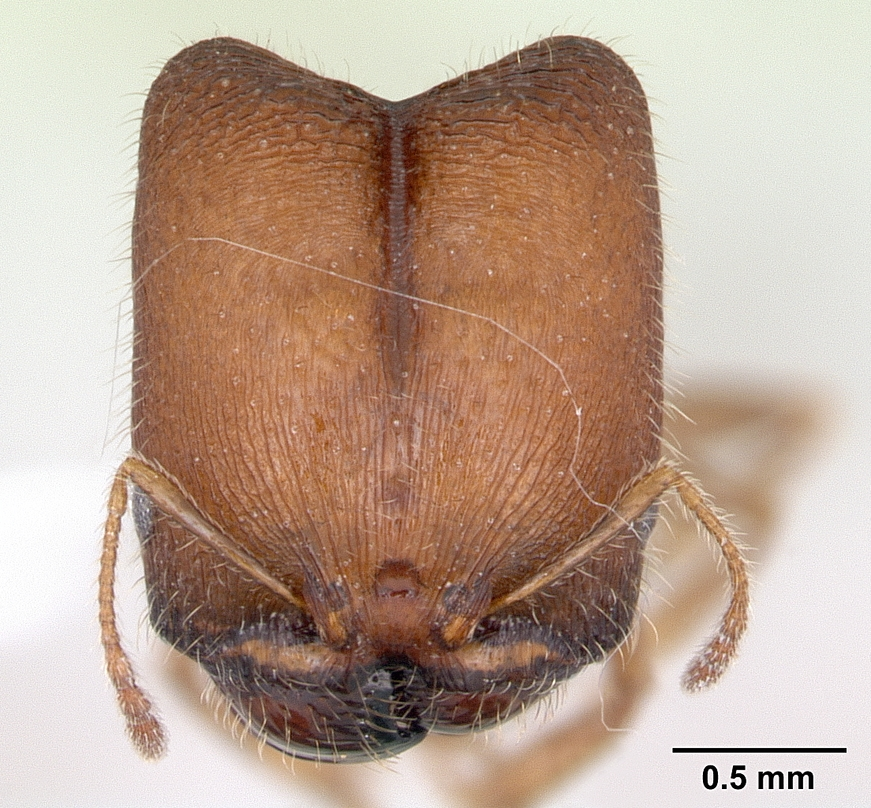
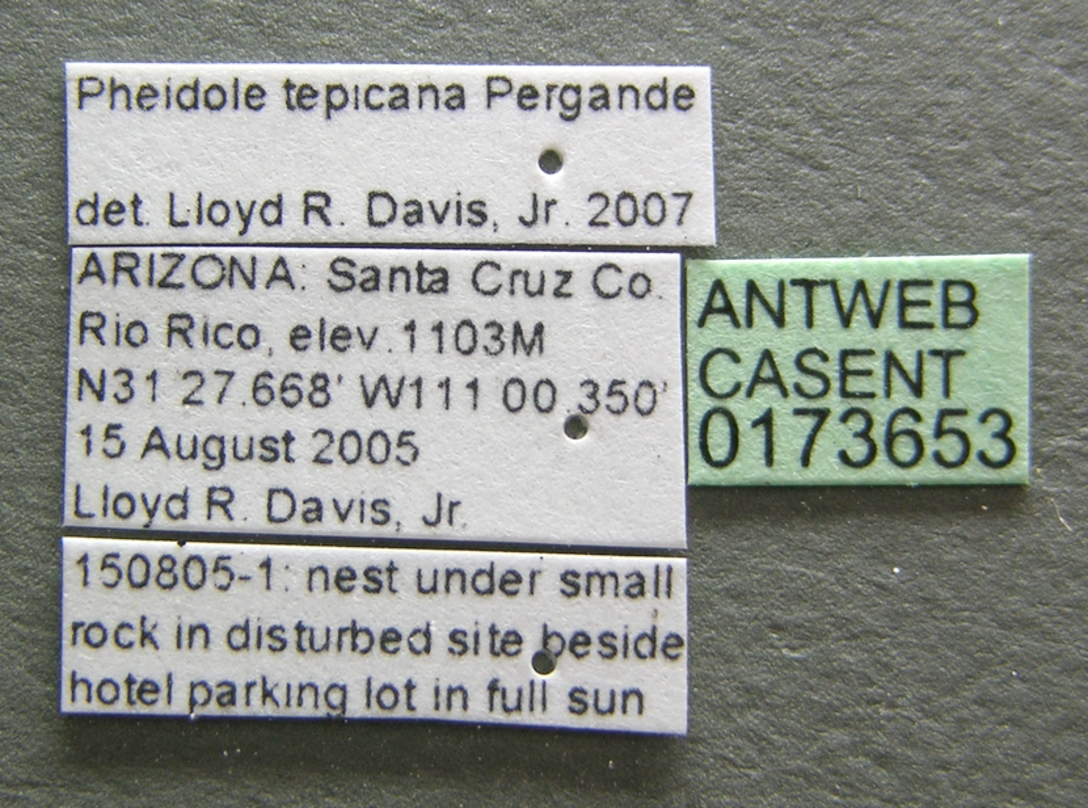
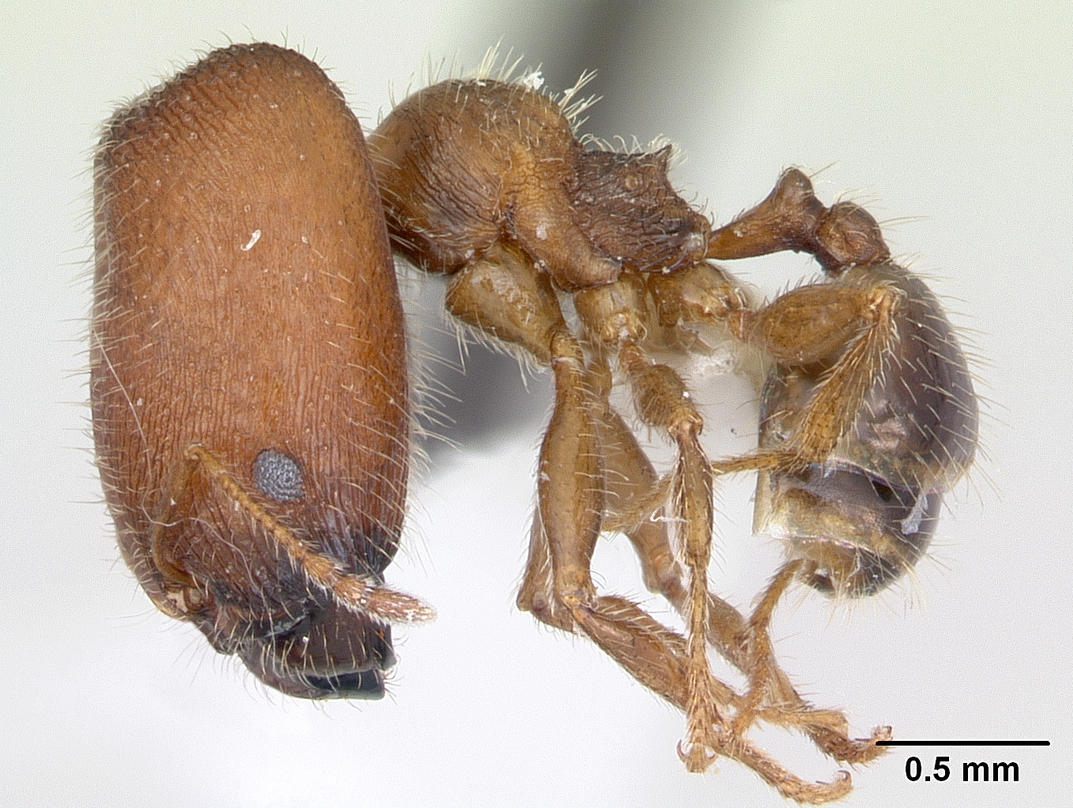
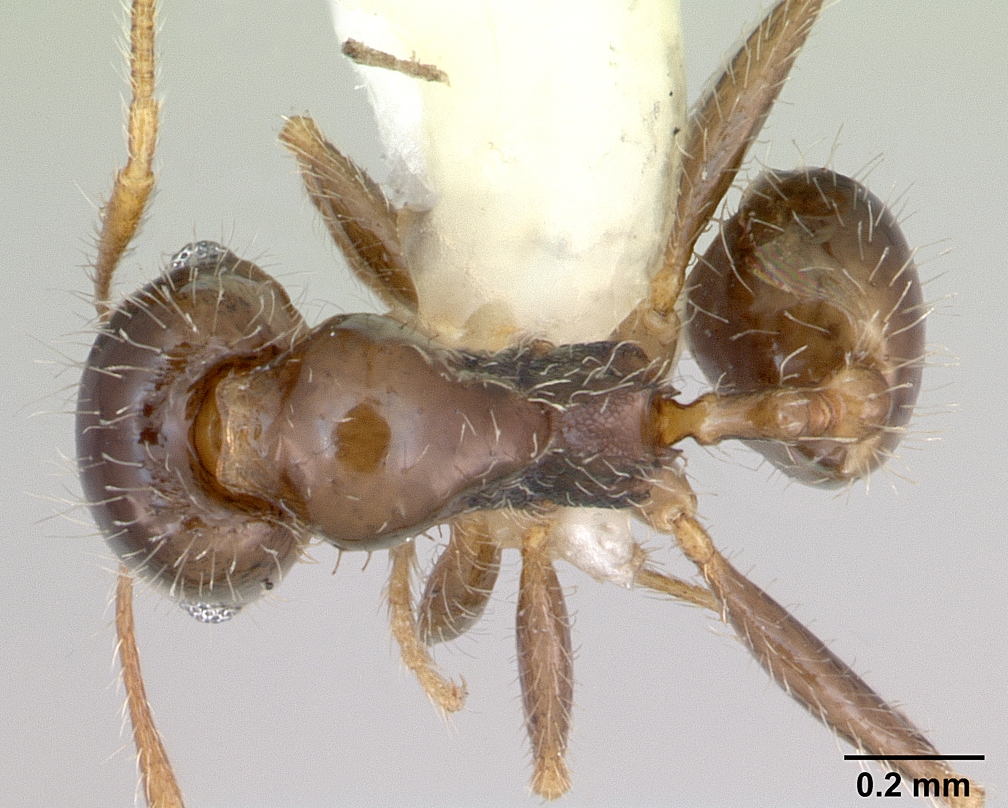
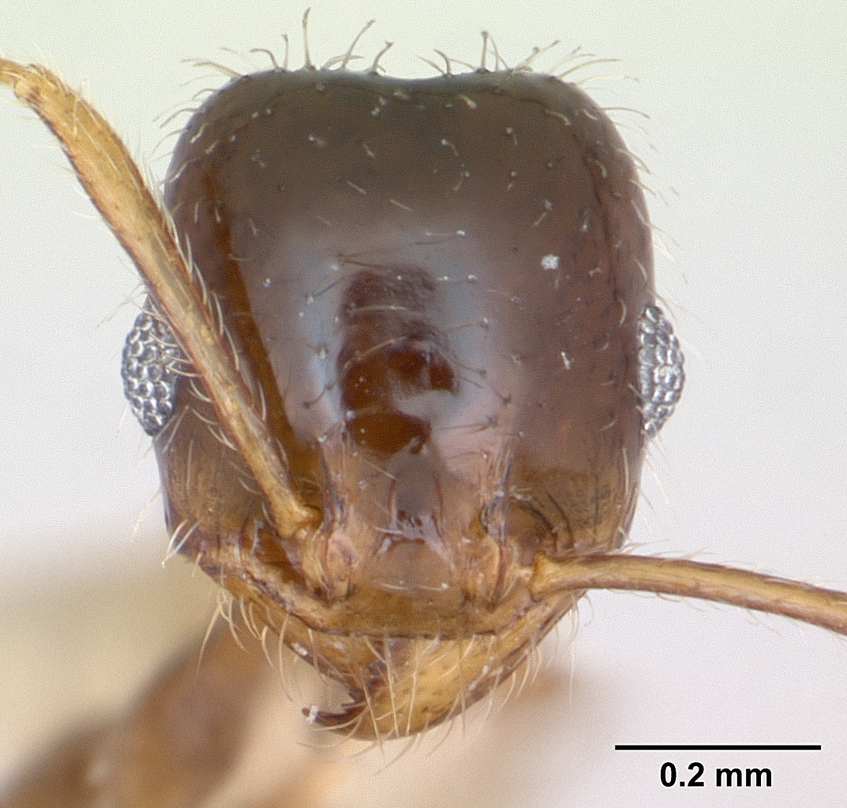